# Аполо 15
Аполо 15 је била 9. америчка мисија из Аполо програма за истраживање Земљиног природног сателита Месеца, 4. која је успешно слетела на Месец и 8. мисија са људском посадом. Током ове мисије први пут се за истраживање користило лунарно возило за превоз човека на Месецу. Мисија је почела 26. јула а завршила се 7. августа. Тада, представљала је најуспешнију мисију на Месец са људском посадом.
Лендер је слетео у регион мора кише. Посада је околину испитивала у лунарном модулу који им је омогућио брже кретање по Месецу. Пре тога, посада није била у могућности да се удаљи од лендера. Од инструмената коришћени су камера за панорамска снимања разне врсте спектрометара камера за мапирање Месеца и други. На Земљу је донето 77 килограма узорака Месечевог тла.
Иако је мисија била веома успешна, њен успех остао је у сенци негативног дела мисије. Наиме, астронаути су са собом понели маркице које су намеравали да продају по повратку.

## Посада

### Астронаути
- заповедник - Дејвид Скот
- пилот командног модула - Алфред Ворден
- пилот лунарног модула - Џејмс Ирвин

### Директори лета
- Гери Грифин (Gerry Griffin)
- Милтон Виндлер (Milton Windler)
- Глин Лунеј (Glynn Lunney)
- Џин Кранц (Gene Kranz)

### Подршка
- Гордон Фјулертон (Gordon Fullerton)
- Јозеф Ален (Joseph P. Allen)
- Роберт Паркер (Robert A. Parker)
- Карл Хајниз (Karl G. Henize)

## Мисија

### Лансирање
Аполо 15 лансиран је 26. јула 1971. године из свемирског центра Кенеди у Флориди. Један од мотора (S-IC) није потпуно искључен на време, што је довело до опасности за други мотор (S-II). Постојала је могућност да се мисија прекине ако мотори буду оштећени али до тога није дошло.
Летелица је обишла око тамне стране Месеца неколико пута пре него што се спустила у море кише. Смањивање брзине моторима трајало је око 6 минута. Затим се летелица слободним падом спустила на тло при брзини од око пар метара у секунди.

### Слетање
Аполо 15 слетео је 30. јула на Месец. После целог дана припремања астронаути су били спремни да кроче на Месечево тло. Ирвин и Скот су се у лунарном модулу спустили на Месечево тло у 22:16:29 UTC, док је Ворден остао у Месечевој орбити. При одвајању лунарног од командног модула било је проблема али брзо су се решили.
Место на које су Ирвин и Скот слетели било је свега пар стотина метара удаљено од предвиђеног. За разлику од пређашних астронаута, астронаути Аполо 15 нису одмах изашли из модула. Сачекали су још цео један дан да изађу а за то време трудили су се да не покваре ритам спавања и обавили су пар панорама снимака.

### Прва шетња по Месецу и испитивања
Док су астронаути спавали у модулу, контрола мисије у Хјустону детектовала је цурење кисеоника. Разлог за то нису могли одредити па су морали пробудити посаду. Установило се да у справи за трансферовање урина постоји рупа. Није изгубљена велика количина кисеоника. Након што је проблем решен астронаути су први пут крочили на Месец и тиме постали седми и осми човек који су ходали по површини страног тела у свемиру.
Обављене су три шетње по Месецу.
Прво посећено место био је Елбоу кратер (Elbow). У повратку, лунарно возило почело је са првим тестовима који су трајали око 6 сати.
Затим, прикупљени су узорци Месечевог тла из више бушотина, што је трајало око 7 сати. Један од најпознатијих узорака прикупљен је баш у току ове мисије, познат и као камен Џенесис.
Трећа шетња била је северозападно од лунарног модула, а астронаути су тад снимали фотографије окружења. Демонстрирали су Галилеов оглед гравитације тако што су пустили перо и чекић да падају са исте висине у исто време да би доказали да ће пасти истовремено јер брзина падања не зависи од масе. На Месецу нема атмосфере па није било пуно одступања у експерименту. Астронаути су такође оставили и фигурицу Пали астронаут у знак сећања на колеге који су положили своје животе у име освајања космичких пространстава.
Из бушотина извађено је 77 килограма примерака Месечевог тла за 18 сати.

### Повратак на Земљу
После 2 дана и 18 сати проведених на Месецу, лунарни модул поново се спојио са командним. У повратку Ворден је изашао у међупланетарни простор да обави још пар испитивања. То је био први пут да се човек нађе у отвореном свемиру ван летелице. Посада је поставила рекорд за најдужу Аполо мисију.
7. августа Аполо 15 ушао је у атмосферу. Један од три падобрана није успео да се отвори па су само два преостала за безбедно слетање. Посада је слетела у северни Атлантски океан.